# Balad (distrito)
O distrito de Balad (em árabe: قضاء بلد) é um distrito da província de Saladino, no Iraque. A sua capital é Balad.